# Цветные формы I
«Цветные формы I» (нем. Farbige Formen I) — картина немецкого художника Августа Макке, написанная в 1913 году. В настоящее время хранится в Вестфальском музее искусства и истории культуры (Мюнстер).

## История создания
В марте 1913 года, вслед за выставкой в галерее Sturm (1912), в кёльнском авангардном «Гереон клубе» экспонировались картины Робера Делоне, в том числе серия «Окна». Делоне их называл «симультанными», имея в виду, что они основаны на «одновременном цветовом контрасте». Понятие симультанности — параллельности, одновременности — стало девизом эпохи. Под впечатлением от этой серии картин Делоне Макке сделал множество абстрактных рисунков простым и цветными карандашами, эстетическое воздействие которых было результатом лишь сочетания различных цветных фигур. «Цветные формы I» — одна из четырёх картин, написанных Макке маслом на картоне или дереве, в результате разработки соотношения формы и цвета в абстрактной живописи, исследования чистоты, интенсивности, воздействия различных сочетаний. Воодушевлённый «Окнами», Макке поделился своими мыслями о живописи Делоне с Бернхардтом Кёлером. По мнению художника, она «отнюдь не абстрактна, это величайшая реальность» (письмо от 10 марта 1913 года). Для изобразительного искусства открывается новый путь, новый образ мыслей. Цвет тождественен свету и пространству.

## Описание
В основе композиции — цвета двенадцатичастного цветового круга. Области цветов — красного, оранжевого, жёлтого, зелёного, синего, фиолетового и цветов, полученных от их смешения — красно-оранжевого, жёлто-оранжевого, жёлто-зелёного, сине-зелёного, сине-фиолетового и красно-фиолетового нанесены в свободном порядке. К ним он добавляет два ахроматических цвета — белый и чёрный в смеси с цветами цветового круга. Макке рассекает эти области прямыми и кривыми линиями и смещает полученные с помощью сечения отдельные цветовые группы.
В данном случае Макке обращается к ещё одной проблеме изобразительного искусства, занимавшей его уже несколько лет, а именно связи живописи с музыкой, возможности передачи с помощью цвета и форм звука. Ещё в 1907 году, сразу после поездки в Париж, он писал своей будущей жене (14 июля 1907) о связи живописи и музыки. В письме к Францу Марку (1910) он сравнивает линию в изобразительном искусстве, упорядочивающую краски (звуки), с мелодией. Воспроизвести ритм и звук средствами живописи художник попытался в «Посвящении Иоганну Себастьяну Баху».